# Sophronica rufiniceps
Sophronica rufiniceps är en skalbaggsart som beskrevs av Stefan von Breuning 1949. Sophronica rufiniceps ingår i släktet Sophronica och familjen långhorningar. Inga underarter finns listade i Catalogue of Life.